# Wonderful Rainbow
Wonderful Rainbow là album phòng thu thứ ba của ban nhạc noise rock Lightning Bolt. Đây thường được xem là album dễ nghe nhất của ban nhạc, với những đoạn guitar bass riff nặng nhưng lôi cuốn và tiếng trống dồn dập.
Album này có mặt trong quyển sách 1001 Albums You Must Hear Before You Die, mô tả rằng ban nhạc là "nhóm drum n' bass xấu xa nhất mọi thời"..

## Tiếp nhận
| Đánh giá chuyên môn | Đánh giá chuyên môn |
| Nguồn đánh giá      | Nguồn đánh giá      |
| Nguồn               | Đánh giá            |
| ------------------- | ------------------- |
| Allmusic            | [ 1 ]               |
| Pitchfork Media     | (8.4/10)            |
| Tiny Mix Tapes      | [ 3 ]               |
| The Stranger        | [ 4 ]               |
| Stylus Magazine     | (A)                 |

Wonderful Rainbow nhận được những đánh gia rất tích cực từ các nhà phê bình, trên trang Metacritic, album có điểm trung bình là 81.
Tạp chí âm nhạc trực tuyến Pitchfork Media xếp Wonderful Rainbow tại số 157 trên danh sách "top 200 album của thập niên 2000", còn Tiny Mix Tapes cho rằng nó là album hay thứ ba của thập niên 2000.

## Danh sách track
1. "Hello Morning" – 0:55
2. "Assassins" – 3:43
3. "Dracula Mountain" – 5:11
4. "2 Towers" – 7:08
5. "On Fire" – 4:42
6. "Crown of Storms" – 5:09
7. "Longstockings" – 3:17
8. "Wonderful Rainbow" – 1:29
9. "30,000 Monkies" – 3:50
10. "Duel in the Deep" – 6:16

## Thành phần tham gia
- Brian Chippendale – trống và hát
- Brian Gibson – guitar bass
- Dave Auchenbach – kỹ thuật viên thu âm
- Mike McHugh – kỹ thuật viên thu âm
- Jeff Lipton – master
- John Golden – master đĩa vinyl